# コフィー郡 (ジョージア州)
コフィー郡（コーヒー郡、Coffee County）は、アメリカ合衆国ジョージア州にある郡である。人口は4万3092人（2020年）。郡庁所在地はダグラスである。

## 地理
アメリカ合衆国統計局によると、この郡は総面積1,561 km2 (603 mi2) である。このうち1,551 km2 (599 mi2) が陸地で10 km2 (4 mi2) が水地域である。総面積の0.62%が水地域となっている。

## 人口動勢
2000年の国勢調査で、この郡は人口37,413人、13,354世帯、及び9,788家族が暮らしている。人口密度は24/km2 (62/mi2) である。10/km2 (26/mi2) の平均的な密度に15,610軒の住宅が建っている。この郡の人種的な構成は白人68.23%、アフリカン・アメリカン25.88%、先住民0.32%、アジア0.56%、太平洋諸島系0.04%、その他の人種4.04%、及び混血0.92%である。ここの人口の6.82%はヒスパニックまたはラテン系である。
この郡内の住民は28.30%が18歳未満の未成年、18歳以上24歳以下が11.00%、25歳以上44歳以下が30.30%、45歳以上64歳以下が20.50%、及び65歳以上が9.90%にわたっている。中央値年齢は32歳である。女性100人ごとに対して男性は98.60人である。18歳以上の女性100人ごとに対して男性は97.00人である。
この郡内の世帯ごとの平均的な収入は30,710米ドルであり、家族ごとの平均的な収入は35,936米ドルである。男性は26,642米ドルに対して女性は20,644米ドルの平均的な収入がある。この郡の一人当たりの収入 (per capita income) は15,530米ドルである。人口の19.10%及び家族の15.30%は貧困線以下である。全人口のうち18歳未満の23.90%及び65歳以上の21.10%は貧困線以下の生活を送っている。

## 都市及び町
- Ambrose
- Broxton
- ダグラス
- Nicholls